# 北阿靈頓 (新澤西州)
北阿靈頓（英語：North Arlington）是位於美國新澤西州伯根縣的自治市鎮。

## 人口
根據2020年美國人口普查的數據，北阿靈頓的面積為6.55平方千米，當中陸地面積為6.43平方千米，而水域面積為0.12平方千米。當地共有人口16457人，而人口密度為每平方千米2,513人。